# Гринфилд (Тенеси)
Гринфилд (енгл. Greenfield) град је у америчкој савезној држави Тенеси.

## Демографија
По попису из 2010. године број становника је 2.182, што је 26 (-1,2%) становника мање него 2000. године.
| Група             | 2000.         | 2010.         |
| Белци             | 1.990 (90,1%) | 1.938 (88,8%) |
| Афроамериканци    | 189 (8,6%)    | 194 (8,9%)    |
| Азијати           | 1 (0,0%)      | 2 (0,1%)      |
| Хиспаноамериканци | 11 (0,5%)     | 25 (1,1%)     |
| Укупно            | 2.208         | 2.182         |